# Vene intercapitulare ale mâinii
Venele digitale palmare de pe fiecare deget sunt conectate la venele digitale dorsale prin vene intercapitulare oblice. Ele se varsă într-un plex venos care este situat deasupra eminențelor tenară și hipotenară și peste partea din față a încheieturii mâinii.